# Nadolol
Nadolol, das unter anderem unter dem Markennamen Corgard vertrieben wird, ist ein unselektiver Betablocker mit einer Halbwertszeit von etwa 20 Stunden zur Behandlung von Bluthochdruck, Herzschmerzen und Vorhofflimmern. Es wurde auch zur Vorbeugung von Migräne und Komplikationen bei Leberzirrhose eingesetzt. Es wird oral eingenommen.

## Wirkung
Nadolol ist ein nicht-selektiver Betablocker, d. h. er blockiert nicht-selektiv sowohl Beta-1- als auch Beta-2-Rezeptoren. Es hat eine Präferenz für Beta-1-Rezeptoren, die vorwiegend im Herzen lokalisiert sind, und hemmt dadurch die Wirkung von Katecholaminen und bewirkt eine Senkung von Herzfrequenz und Blutdruck. Seine Hemmung von Beta-2-Rezeptoren, die sich hauptsächlich in der glatten Bronchialmuskulatur der Atemwege befinden, führt zu einer Verengung der Atemwege, wie sie bei Asthma zu beobachten ist. Die Hemmung der Beta-1-Rezeptoren im juxtaglomerulären Apparat der Niere hemmt das Renin-Angiotensin-System, was zu einer Verringerung der Gefässverengung und einer Abnahme der Wasserretention führt. Die Hemmung der Beta-1-Rezeptoren im Herzen und in der Niere durch Nadolol führt zu seiner blutdrucksenkenden Wirkung.
Das Medikament beeinträchtigt die Erregungsleitung im AV-Knoten und senkt die Sinusfrequenz. Nadolol kann auch die Plasmatriglyceride erhöhen und den HDL-Cholesterinspiegel senken. 
Nadolol wurde 1970 patentiert und kam 1978 in den medizinischen Gebrauch. Es ist ebenfalls als Generikum erhältlich. Im Jahr 2016 war es das 283. am häufigsten verschriebene Medikament in den Vereinigten Staaten, mit mehr als einer Million Verschreibungen.

## Nebenwirkungen
Häufige Nebenwirkungen sind Schwindel, Müdigkeit, eine langsame Herzfrequenz und das Raynaud-Syndrom. Schwere Nebenwirkungen können Herzinsuffizienz und Bronchospasmus sein. Seine Verwendung in der Schwangerschaft und Stillzeit ist von unklarer Sicherheit.

## Kontraindikationen
Nadolol und andere Betablocker sollten bei Menschen mit Herzinsuffizienz mit Vorsicht angewendet werden und die Anwendung sollte nicht abrupt beendet werden. Es ist kontraindiziert für Menschen mit Asthma, einer langsamen Herzfrequenz und bestimmten schweren Herzproblemen.

## Stereoisomerie
Die Substanz enthält drei Stereozentren, somit gibt es acht Stereoisomere. Da die beiden Hydroxygruppen am anellierten Cyclohexanring von Nadolol jedoch stets in cis-Position zueinander angeordnet sind, besteht der Arzneistoff aus nur zwei Enantiomerenpaaren, die als Racemate vorliegen. Nadolol ist also ein Gemisch aus vier Stereoisomeren.